# 2. Magyar Filmdíj-gála
A 2. Magyar Filmdíj átadó ünnepségre, amelyen a 2016-ban forgalomba hozott, s a Magyar Filmakadémia tagjai által legjobbnak ítélt magyar alkotásokat részesítették elismerésben, a 3. Magyar Filmhét záróeseményeként 2017. március 5-én kerül sor Budapesten, a Vígszínházban. A gálaest műsorvezető házigazdája Geszti Péter volt.
Ez évben a Filmakadémia kissé módosította a nevezhető kategóriákat, mivel az előző évi 18 helyett 2017-ben 23 kategóriában osztottak díjat; ezzel eggyel csökkent ugyan a műfaji kategóriák száma (nem volt külön ismeretterjesztő film), viszont kettéválasztották a korábbi legjobb díszlet/látvány/jelmez, valamint a legjobb smink-, fodrász- és maszkmesteri kategóriákat és további négy tévéfilmes alkotói kategóriával egészítették ki a választékot. Újdonság volt az is, hogy a 2017-es Magyar Filmdíjra jelölt filmek közül a filmkedvelő nagyközönség is kiválaszthatta a kedvenc filmjét: egy internetes szavazáson legtöbb voksot kapott alkotás kaphatta meg a Magyar Filmakadémia közönségdíját.
A jelöltek listájáról 2017. február 5-én zárult le a szavazás; ezt követően hozták nyilvánosságra a díjra esélyes filmek és alkotók névsorát. A lista ez évben kevesebb alkotást tartalmazott, viszont egy-egy film viszonylag nagy számú jelölést kapott; a legtöbbet – tizennégyet – Sopsits Árpád thrillerje, A martfűi rém, csak a legjobb hangmesteri, valamint legjobb smink kategóriákban nem jelölték. 13 jelöléssel előkelő helyen állt Till Attila Tiszta szívvel című akcióvígjátéka, melyet a Kút (11 jelölés), a Hurok (10) és a Halj már meg! követett. Az előző évihez hasonlóan a 2017-es nominálásra is jellemző volt, hogy egy-egy színészi kategóriában ugyanazon alkotás két szereplőjének kellett megküzdenie egymással (legjobb tévéfilmes férfi főszereplő, illetve legjobb női mellékszereplő)
A díjátadó gálán kiderült: ez évben is nagyrészt a papírforma érvényesült. A martfűi rém összesen 9 kategóriában nyert díjat (a 13 kategória 14 jelöléséből), a Tiszta szívvel pedig öt elismerést kapott (13 jelölésből). A többi alkotás mindössze egy-egy elismerést gyűjthetett be. A versengés legnagyobb vesztese Gigor Attila Kút című bűnügyi játékfilmje lett, amely 11 jelöléséből egyet sem tudott szobrocskára váltani. Hasonlóképpen járt Madarász Isti Hurok című időkavarós thrillerje, amely 10 jelöléséből kapott ugyan egy díjat, azon viszont osztoznia kellett A marfűi rémmel, amely ugyancsak Kovács István vágói munkáját dicséri.
A legjobb rendező Sopsits Árpád lett, a legjobb operatőr pedig Szabó Gábor, mindketten A martfűi rém alkotói, míg a legjobb forgatókönyvért járó Magyar Filmdíjat Till Attila vehette át a Tiszta szívvel című alkotásért. A mozifilmes kategóriában legjobb női főszereplőnek Szamosi Zsófiát választották A martfűi rémben nyújtott alakításáért, míg a legjobb férfi főszereplő Thuróczy Szabolcs lett a Tiszta szívvel című filmben megformált szerepért. A tévéfilmes kategóriában a legjobb színészek Kerekes Vica (Tranzitidő) és Kovács József (Szürke senkik) lettek.
A televíziós alkotások közül egyértelmű volt a Szürke senkik fölénye, 4 jelöléséből csak egyet nem nyert meg, míg a legtöbb (6) jelölést kapott Memo csupán egy díjat kapott, A fekete bojtár pedig, mely öt jelöléssel bírt,  egyet sem.
A közönségdíjat a #Sohavégetnemérős zenés játékfilm alkotói vehették át.

## Díjazottak és jelöltek

### Filmek
A nyertesek a táblázat első sorában, félkövérrel vannak jelölve.
| Filmes díjak | Filmes díjak |
| Legjobb játékfilm | Legjobb dokumentumfilm |
| --- | --- |
| - A martfűi rém, producer: Ferenczy Gábor, Tőzsér Attila (rendező: Sopsits Árpád) - Jutalomjáték, producer: Berger József, Steve Bowden, Charlotte Wontner (rendező: Edelényi János) - Hurok, producer: Hutlassa Tamás (rendező: Madarász Isti) - Tiszta szívvel, producer: Stalter Judit (rendező: Till Attila) - #Sohavégetnemérős, producer: Lévai Balázs (rendező: Tiszeker Dániel) | - Soul Exodus, rendező: Bereczki Csaba - Herminamező árnyai, rendező: Zsigmond Dezső - Kocsis – Intim megvilágításban, rendező: Surányi András - Magyar korridor - Varsó 1944, rendező: Jamrik Levente - Nemzetidegenek, rendező: László Gábor                                                                |
| Legjobb kisjátékfilm | Legjobb animációs film |
| - Mindenki, rendező: Deák Kristóf - Enyhén sós, rendező: Nagy Zoltán - Fizetős nap, rendező: Bernáth Szilárd - Semmi bogár, rendező: Visky Ábel - Uchebnik, rendező: Csicskár Dávid | - LOVE, rendező: Bucsi Réka - Az Égigérő Fa – A Küszöb, rendező: Hermán Árpád, Kovács Márton, Nagy Márton - Cigánymesék: Káló, a cigánylegény, rendező: Horváth Mária - Egy kupac kufli – Sose együnk gombát reggelire, rendező: Pálfi Szabolcs - Luther Márton élete: Úton az Úr felé, rendező: Richly Zsolt |
| Filmes alkotói díjak | |
| Legjobb rendező | Legjobb forgatókönyvíró |
| - Sopsits Árpád – A martfűi rém - Edelényi János – Jutalomjáték - Gigor Attila – Kút - Madarász Isti – Hurok - Till Attila – Tiszta szívvel | - Till Attila – Tiszta szívvel - Gilbert Adair, Edelényi János, Tom Kinninmont – Jutalomjáték - Kamondi Zoltán, Márton László, Veres Attila – Halj már meg! - Madarász Isti – Hurok - Sopsits Árpád – A martfűi rém                                                                                           |
| Legjobb női főszereplő | Legjobb férfi főszereplő |
| - Szamosi Zsófia – A martfűi rém - Balsai Móni – Tiszta szívvel, A martfűi rém - Eszenyi Enikő – Gondolj rám - Kováts Adél – Halj már meg! | - Thuróczy Szabolcs – Tiszta szívvel - Brian Cox – Jutalomjáték - Hajduk Károly – A martfűi rém - Jankovics Péter – Kút - Kern András – Gondolj rám |
| Legjobb női mellékszereplő | Legjobb férfi mellékszereplő |
| - Ónodi Eszter – Halj már meg! - Payer Alma Virág – Halj már meg! - Sztarenki Dóra – A martfűi rém - Trokán Nóra – Kút - Udvaros Dorottya – Kút | - Fekete Ádám – Tiszta szívvel - Anger Zsolt – Hurok - Hegedűs D. Géza – Halj már meg! - László Zsolt – Kút - Trill Zsolt – A martfűi rém |
| Legjobb vágó | Legjobb hangmester |
| - Kovács Zoltán – A martfűi rém, Hurok - Gothár Márton – Tiszta szívvel - Kiss Wanda – Kút - Mészáros Attila – #Sohavégetnemérős | - Zányi Tamás – Jutalomjáték, Tiszta szívvel - Balázs Gábor – Hurok - Tőzsér Attila – Gondolj rám - Tőzsér Attila – Halj már meg! |
| Legjobb operatőr | Legjobb jelmeztervező |
| - Szabó Gábor – A martfűi rém - Juhász Imre – Tiszta szívvel - Máthé Tibor – Jutalomjáték - Nagy András – Hurok - Ragályi Elemér – Gondolj rám | - Szakács Györgyi – A martfűi rém - Flesch Andrea – Tiszta szívvel - Pallós Nelli – Halj már meg - Sarah Tapescott – Jutalomjáték - Sztevanovity Sandra – Kút |
| Legjobb látványtervező | Legjobb zeneszerző |
| - Dévényi Rita, Sopsits Árpád – A martfűi rém - Ágh Márton – Tiszta szívvel - Horváth Viktória – #Sohavégetnemérős - Pallós Nelli – Halj már meg - Pater Sparrow – Kút | - Moldvai Márk – A martfűi rém - Bella Máté – Halj már meg! - Kalotás Csaba – Tiszta szívvel - Kunert Péter – Kút - Lucio Godoy, Adrian Foulkes – Hurok |
| Legjobb maszkmester - vezető sminkes | Legjobb sminkes |
| - Kriskó Ancsa – A martfűi rém - Borda Mátyás, Tilinger Attila – Hurok - Forgács Böbe – Halj már meg! - Novák Balázs, Ölvedi Szabolcs – Kút - Tesner Anna – Halj már meg! | - Gerő Szandra – Tiszta szívvel - Dobrovitz Szilvia – Kút - Hortobágyi Ernella – Hurok - Kund Barbara, Mettler Emese – #Sohavégetnemérős - Wéber Gitta, Cakó Noémi – Gondolj rám |

### Tévéfilmek
A nyertesek a táblázat első sorában, félkövérrel vannak jelölve.
| Legjobb tévéfilm | Legjobb tévéfilm |
| --- | --- |
| - Szürke senkik, producer: Lajos Tamás (rendező: Kovács István) - A fekete bojtár, producer: Kálomista Gábor (rendező: Vitézy László) - Memo, producer: Kálomista Gábor (rendező: Tasnádi István) - Tranzitidő, producer: Babos Tamás (rendező: Almási Réka) | |
| Tévéfilmes alkotói díjak | |
| Legjobb rendező | Legjobb forgatókönyvíró |
| - Kovács István – Szürke senkik - Almási Réka – Tranzitidő - Tasnádi István – Memo - Vitézy László – A fekete bojtár | - Tasnádi István – Memo - Köbli Norbert – Szürke senkik - Szabó Illés – Tranzitidő - Vitézy László, Pozsgai Zsolt – A fekete bojtár           |
| Legjobb női főszereplő | Legjobb férfi főszereplő |
| - Kerekes Vica – Tranzitidő - Bánovits Vivianne – A fekete bojtár - Holecskó Orsolya – Memo | - Kovács S. József – Szürke senkik - Adorjáni Bálint – A fekete bojtár - Lengyel Tamás – Memo - Molnár Áron – Memo - Trill Zsolt – Tranzitidő |

### Közönségdíj
| A film címe       | Rendező         | Producer     |
| ----------------- | --------------- | ------------ |
| #Sohavégetnemérős | Tiszeker Dániel | Lévai Balázs |

## Többszörösen jelölt és díjazott alkotások
| Jelölés | Díj | Cím               |
| ------- | --- | ----------------- |
| 14      | 9   | A martfűi rém     |
| 13      | 5   | Tiszta szívvel    |
| 11      | 0   | Kút               |
| 10      | 1   | Hurok             |
| 9       | 1   | Halj már meg!     |
| 7       | 1   | Jutalomjáték      |
| 5       | 0   | Gondolj rám       |
| 4       | 1   | #Sohavégetnemérős |

| Jelölés | Díj | Cím             |
| ------- | --- | --------------- |
| 6       | 1   | Memo            |
| 5       | 0   | A fekete bojtár |
| 5       | 1   | Tranzitidő      |
| 4       | 3   | Szürke senkik   |

| Jelölés | Díj | Név             |
| ------- | --- | --------------- |
| 3       | 3   | Sopsits Árpád   |
| 2       | 0   | Edelényi János  |
| 2       | 0   | Kálomista Gábor |
| 2       | 0   | Madarász Isti   |
| 2       | 0   | Pallós Nelli    |
| 2       | 1   | Tasnádi István  |
| 2       | 1   | Till Attila     |
| 2       | 0   | Trill Zsolt     |
| 2       | 0   | Vitézy László   |